# 固安戰鬥
固安戰鬥發生於1922年4月28日，地點則是在直隸省固安縣一帶。是北洋政府時期內戰之一，也是直奉戰爭一部份。交戰兩方為直軍中路及奉軍中路。戰鬥結束後，守城之直軍中路張福來師獲勝，並守住固安，失利奉軍向天津撤退。

## 參看
- 北洋政府
- 中華民國北洋政府時期內戰戰鬥列表